# Heinz Neuber
Heinz August Paul Neuber (Stettin, 22 de novembro de 1906 — Bad Wörishofen, 18 de novembro de 1989) foi um engenheiro alemão.
Estudou engenharia mecânica de 1925 a 1929 em Berlim e Munique, trabalhando a seguir com Ludwig Föppl a fim de obter o Dr.-Ing. Defendeu tese em 1932, com o título Beiträge für den achssymmetrischen Spannungszustand.
Em 1946 tornou-se professor na Universidade Técnica de Dresden, sendo diretor do Instituto de Mecânica Técnica, até 1955, quando foi convidado a retornar a Munique, para assumir a vaga de Föppl. Em 1955 foi eleito membro ordinário da Academia de Ciências da Alemanha Oriental.
Dentre outros trabalhos é conhecido na teoria da elasticidade pela substituição de Papkovich-Neuber.

## Obras
- com Ludwig Föppl: Festigkeitslehre mittels Spannungsoptik, Oldenbourg, 1935.
- Kerbspannungslehre. 1ª Edição 1937.
- Technische Mechanik. Erster Teil: Statik. Berlim : Springer, 1971.
- Technische Mechanik. Zweiter Teil: Elastostatik und Festigkeitslehre. Berlim : Springer, 1971.